# Богдан Т80110
Богдан Т80110 — 15-метровий тролейбус особливо великого класу, що випускався корпорацією «Богдан» на Луцькому автомобільному заводі в 2011 року. На даний момент випущено два екземпляри, перший з яких проходив випробування у місті Київ; нині обидва тролейбуси у Сімферополі. Тролейбус являє собою подовжену версію 11-метрового тролейбуса Богдан Т60111. Подібний з ряду тролейбусів Богдан — «Богдан Е231».

## Опис моделі
Богдан Т80110 побудований є продовженням лінійки сі мейства Богдан, першим з яких був 10.6-метровий тролейбус Богдан Т60111, який себе добре зарекомендував на дорогах України. Т80110 є його подовженою версією, такий тролейбус призначений для перевезення великих мас пасажирів у великих містах. Довжина тролейбуса складає рівно 15 метрів; довжина ще одного тролейбуса особливо великого класу Е231 становить 14.6 метра. Кузов тролейбуса односекційний, вагонного компонування; тримальний — коли зовнішні елементи кріпляться на готовий кузов, а не на раму; тролейбус покривається оцинкованою сталлю, а також антикорозійними емалями; тролейбуси марки «Богдан» мають досить великий строк служби кузова — не менше ніж 15 років служби. У майже усіх тролейбусах виробництва Богдан характерне пофарбування — зелений низ кузова по боках і на передку, увесь задок є зеленим, верхня частина передка (під вітровим склом), верхні частини боків і дах — світло-зелені. Таке пофарбування — заводське, хоча тролейбуси можуть обклеюватися і рекламою.
Передок тролейбуса не відрізняється від передніх панелей інших тролейбусів — розфарбований зеленим та салатовим (кузов) передок виглядає дуже сучасно. Лобове скло тролейбуса великого розміру, цільне, гнуте та безколірне; на тролейбусі використано вітрове скло-триплекс, тобто безосколкове лобове скло, скло, яке з двох боків обклеєне пластиком, при пошкодженні у разі удару, розбите скло утримується вкупі та не розсипається, і нікого не може травмувати. Розбите скло лишається вкупі до заміни склопакету. Використання безосколкового лобового скла є великим плюсом для рівня безпеки та комфортності даного тролейбуса. У тролейбусі використано горизонтальні склоочисники, що розташовані один під одним, вони мають дуже великі полотно-насадки, завдяки чому склоочисники очищують максимально можливу поверхню лобового скла від опадів, склоочисники — тришвидкісні. Світлотехніка на передку представлена 8 фарами, двома вказівниками повороту та двома передніми габаритними вогнями (над лобовим склом), усі фари округлі, малого розміру, однак мають високу потужність та лінзове засклення, завдяки чому значно збільшено їхню далекоглядність; протитуманні фари та фари дальнього світла вмонтовано у бампер у них також наявне лінзове засклення. Бампер зварний, нечіткий, за габарити не виступає, на ньому є спеціальне місце для номера, однак українські тролейбуси, як правило мають лише паркові номери. Емблема Луцького автомобільного заводу розміщена посередині передка. Над лобовим склом розміщений передній рейсовказівник у тролейбуса, окрім переднього, рейсовказівники у нього розміщені по одному з правого боку та на задній панелі, щоправда на задній панелі лише номер. Маршрутовказівники у тролейбуса являють собою сучасні електронні табло з жовтими літерами та суцільним дисплеєм, вони керуються з місця водія. Бокові дзеркала заднього виду — сферичного типу, вони виступають та звішуються над кабіною у стилі «rabbit ears style mirrors», тобто вуха зайця, вуха кролика; такі «вухасті» бокові дзеркала забезпечують водієві максимально можливий контроль за ситуацією на дорозі позаду тролейбуса.
Моторний відсік тролейбуса знаходиться на задньому звісі, оскільки тролейбус є повністю низькопідлоговим, двигун тролейбуса виступає у салон та «забирає» частину місця на задньому ряді сидінь; дана модель тролейбуса комплектується двигуном ЕК-211, потужністю 170 кіловат; менша версія даного тролейбуса Т60111 комплектується харківським двигуном ЕД 139 А (потужністю 140 кіловат). Тролейбус оснащений IGBT-транзисторною системою управління, одною з найсучасніших у світі для найновішого покоління тролейбусів, виробництва Cegelec, Чехія; тролейбус має білоруський компресор. Тролейбус є тривісним (найбільше навантаження, природно, йде на середню вісь), шини тролейбуса — радіальні, можливе і дискове кріплення. Передня підвіска тролейбуса незалежна, пневматична, задня залежна, пневматична; мости у тролейбуса — від Voith та ZF портального типу. Гальмівна система тролейбуса:
- робоче гальмо (гальмо, яке приводиться у дію водієм натиском на педаль гальма, сповільнення регулюється і від сили натиску на педаль) — пневматична або електродинамічна, двоконтурна система (розбиття на гальмівні контури по осі).
- допоміжна гальмівна система — система електродинамічного гальмування тяговим електродвигуном.
- стоянкова гальмівна система (це система для нерухомого утримання транспортного засобу під час зупинок, особливо актуальна на ухилах) — представлена ручним важелем, що діє на гальмівні механізми задніх коліс.
- резервна гальмівна система (допоміжна система у разі виходу з ладу робочого гальма, що і так вкрай небажано) — представлена одним з контурів робочої гальмівної системи.
- ABS — також у тролейбуса наявна антиблокувальна система ABS (Anti-lock Braking System).

Крім цього, тролейбус оснащується електронним обмежувачем максимальної швидкості руху, який зашивається у електрообладнання і ставиться вже на заводі, так робиться з багатьма сучасними тролейбусами (наприклад, ЛАЗ Е183, Solaris Trollino 12, ЛАЗ Е301, Solaris Trollino 15 i Solaris Trollino 18 та іншими), цей обмежувач швидкості на дозволяє тролейбусові рухатися більше аніж зазвичай 50—60 км/год. Дизайн задньої панелі тролейбуса є теж досить сучасним; симпатичні задні фари та габаритні вогні, чіткий бампер, задній електронний маршрутовказівник, повне заднє скло. Тролейбуси Богдан мають типове пофарбування задньої панелі — салатовий, зелений колір (не світло-зелений, як пофарбування даху та верхніх частин боковин та передка). Тролейбус має по боках чимало потужних габаритних вогнів, сучасну світлотехніку, завдяки цьому його добре видно у умовах темної пори доби.
Як і інші тролейбуси виробництва корпорації «Богдан», тролейбус моделі Т80110 є повністю низькопідлоговим, має низький рівень підлоги уздовж усього салону — висота рівня підлоги становить лише 35 сантиметрів; низький рівень підлоги дає можливість швидкого входу та виходу пасажирів до салону, тролейбус здатний перевозити людей похилого віку та інвалідів. До салону тролейбуса ведуть четверо двостулкових дверей поворотно-зсувного типу, зі вставленими тонованими склопакетами; ширина дверних отворів дуже велика (140 сантиметрів), що дає можливість ще швидшого обігу пасажирів та можливість заносити у салон великогабаритні об'єкти. Салон тролейбуса має чимало подібностей з іншими тролейбусами «Богдан», у нього з'явилися і деякі нововведення (див. нижче) та є загалом комфортним для пасажирів. Підлога салону застелена цільнотягнутим лінолеумним листом з блискітками. Поручні у салоні зі сталі, та покриті корозієстійкою полімерною фарбою; поручні тролейбусів Богдан фарбуються у жовтий та білий кольори. Тролейбус не обділений вертикальними поручнями, які розміщені майже біля кожного ряду з сидіннями; горизонтальні поручні розміщені впродовж усього салону і неперервні навіть біля дверних проходів. Сидіння. Пасажирські сидіння у тролейбусі комфортні, напівм'які, роздільного типу (однак не усюди, див. нижче); вони мають пластикові спинки та синтетичну м'яку частину; у салоні сидіння розміщені здебільшого попарно, однак є і одиночні, які розміщені з лівого боку салону, у них є одне нововведення — вони обладнуються пластиковими бильцями. Також є і спеціальне відкидне «інвалідне» сидіння на накопичувальному майданчику; не зникли у тролейбуса і два «полуторні» сидіння у передній частині салону (розміщені на передній колісній арці); такі сидіння не обладнуються ручками для стоячих пасажирів, місця у них недостатньо для двох людей; крім того, полуторне сидіння, що розміщене прямо за кабіною, має дуже вузький та незручний прохід. Усього у салоні розміщено 38 сидінь для пасажирів, деякі з задніх сидінь розміщені на помостах (бо розміщені на задніх колісних арках). Завдяки великим габаритам тролейбуса, його місткість доведено до 150 чоловік.
Оскільки тролейбус є низькопідлоговим, він здатен перевозити великогабаритну колісну поклажу та інвалідів у візках, і має усе для цього; навпроти других дверей (тих, що ближче до кабіни) знаходиться висувний пандус, який складається і розкладається механічно; у тролейбуса є велика накопичувальна площадка а також спеціальне «інвалідне» місце. Бокові вікна тролейбуса — тоновані, до того ж застосовуються «безпечні» безосколкові склопакети; на бокових вікнах є спеціальні зсувні кватирки для вентиляції. Вентиляція у салоні відбувається за рахунок люків та зсувних кватирок; опалення — електрокалориферне, повітряне, у тролейбуса потужна система опалення, тому у нього немає типового холоду взимку, дуже характерного для усього сімейства ЗіУ, наприклад. Освітлення у салоні відбувається за допомогою плафонових світильників, що розміщуються на даху салону тролейбуса.
Водійська кабіна відокремлена від салону перегородкою, хоча з великими вхідними дверима. Дизайн місця водія у тролейбуса Т80110 не відрізняється від Т60111, наприклад. Панель приладів тролейбуса пластмасова, велика, та розміщується у вигляді півкола, завдяки чому дає водієві можливість легко користуватися усіма необхідними клавішами. Оскільки для входу до кабіни водія виділено передню стулку передніх дверей, що відкривається автономно, у дверях з лівого боку потреби немає, тому з лівого боку знаходиться допоміжна панель приладів. Клавіші у тролейбуса великого розміру, чорні, пластикові та легко читаються завдяки малюнкам функцій на них; наприклад, клавіші відкриття/закриття дверей, включення дальнього світла та світла у салоні, включення аварійної сигналізації розташовані на правій частині панелі приладів. Показникові прилади розміщені посередині панелі приладів, їх вигляд, порівняно з іншими тролейбусами «Богдан» не змінився. В усіх показникових приладів стрілки червоного кольору, циферблати підсвічуються. Спідометр розграфлений до 120 км/год (однак такої швидкості тролейбус не розвине) та електронний одометр. Цікаво, що спідометр розграфлений поділками на кожен кілометр на годину. На панелі з показниковими приладами розміщені і показники включених функцій. Кермове керування у тролейбуса від фірми ZF, оснащується гідропідсилювачем. Проблема кількох підкермових важелів на колонці вирішена об'єднанням їх у два мультиджойстики, у них різні функції, від включення фар до склоочисників; у тролейбуса вони тришвидкісні. Робоче місце водія зручне і комфортне, воно може відсуватися на спеціальних рейках, спинка крісла також може регулюватися. Керування електронним табло знаходиться зверху, там наявна спеціальна клавіатура та таке ж саме табло, тільки набагато менше. Також у кабіні наявний досить місткий вогнегасник, також є велике дзеркало огляду салону. Освітлення у кабіні відбувається за допомогою одного плафонового світильника.

## Характеристика моделі Богдан Т80110
Тролейбус Богдан Т80110 має чимало переваг:
- великий пасажирський тролейбус довжиною 15 метрів, здатний перевозити до 150 пасажирів;
- сучасний дизайн;
- використання безосколкового лобового та бокового скла, вітрове скло — панорамне;
- електронні вказівники маршруту;
- використання IGBT-транзисторної системи управління, завдяки якій значно економиться витрачена електроенергія;
- використання сучасних іноземних комплектуючих:

1. IGBT-транзисторна система управління виробництва Cegelec (Чехія)
2. Мости виробництва Voith i ZF;
3. Використання комплектуючих Isuzu;
4. Кермова колонка виробництва ZF.

- ресурс кузова не менше ніж 15 років служби;
- електронні маршрутовказівники;
- низький рівень шуму завдяки шумоізоляційним матеріалам моторного відсіку і хорошій шумоізоляції салону;
- низький рівень підлоги у 35 сантиметрів уздовж усього салону;
- сучасна відділка та обладнання салону;
- у тролейбуса дуже висока стеля, тому салон є зручним для людей будь-якого зросту
- можливість перевезення пасажирів-інвалідів у візках, наявне спеціальне крісло і висувна рампа;
- хороша система опалення та вентиляції;
- сучасне обладнання водійського місця;
- тролейбус оснащений тонованими склопакетами.

Однак, є і ряд недоліків:
- у тролейбуса не зникли полуторні сидіння, які не є дуже зручними для пасажирів; до того ж, у сидіння біля перегородки кабіни має надзвичайно вузький прохід, що додає незручностей.
- двері до кабіни водія не обладнуються спеціальною кватиркою для продажу білетів, що є особливо актуальним для України, де проїзні талони у тролейбусах продають не кондуктори, а водії. Як правило, у таких випадках, водії під час зупинок відкривають двері для продажу білетів, а двері великі і майже затуляють вихід з і без того вузького ряду з полуторним сидінням, тому пробратися до нього стає майже неможливо;
- показникові прилади розміщені майже горизонтально, що зазвичай є не дуже зручним для водіїв.
- горизонтальні поручні розміщені дуже високо і не є зручними для людей низького зросту.

## Технічні дані
| Богдан Т80110                                                 | Богдан Т80110                                                                       |
| ------------------------------------------------------------- | ----------------------------------------------------------------------------------- |
| Загальні дані                                                 |                                                                                     |
| Модель                                                        | Богдан Т80110                                                                       |
| Клас                                                          | міський тролейбус                                                                   |
| Виробник                                                      | Богдан, збирається на ЛуАЗі                                                         |
| Випускається з                                                | 2010                                                                                |
| Кількість випущених екземплярів                               | 1, дослідний, що проходив випробування у Києві                                      |
| Подібні моделі                                                | Богдан Т501, Богдан Т601, Богдан Т701, Богдан Т901                                  |
| Кузов                                                         |                                                                                     |
| Кузов (загальне описання)                                     | однозвенний, вагонного компонування, тримальний                                     |
| Обшивка кузова                                                | оцинкована сталь                                                                    |
| Ресурс кузова, не менше ніж, роки                             | 15                                                                                  |
| Габаритні розміри                                             |                                                                                     |
| Довжина, мм                                                   | 15000                                                                               |
| Ширина, мм                                                    | 2550                                                                                |
| Висота, мм                                                    | 3585                                                                                |
| Передня колія, мм                                             | 2160                                                                                |
| Задня колія, мм                                               | 2160                                                                                |
| Поворотний діаметр, не більше, м                              | 12.5                                                                                |
| Колісна база, мм                                              | 7200 (1→2 вісь) 1700 (2→3 вісь)                                                     |
| Дорожній просвіт, мм                                          | ~150                                                                                |
| Елементи ззовні                                               |                                                                                     |
| Світлотехніка (передок)                                       | 4 звичайні, 2 протитуманні, 2 дального світла+2 поворотні і передні габаритні вогні |
| Бампер                                                        | зварний, нечіткоокреслений                                                          |
| Бокові дзеркала заднього виду                                 | сферичного типу, «вуха кролика»                                                     |
| Вітрове скло                                                  | панорамне, безосколкове                                                             |
| Склоочисники                                                  | горизонтальні, тришвидкісні                                                         |
| Маршрутовказівники                                            | електронні табло з жовтими літерами, дисплей суцільний                              |
| Розташування мотовідсіка двигуна                              | ззаду за задньою панеллю, частина у салоні                                          |
| Колеса                                                        | 275/70R×22.5 8.25×22.5 6×2 (формула)                                                |
| Осі, штук                                                     | 3 (6×2)                                                                             |
| Шасі                                                          |                                                                                     |
| Передня вісь                                                  | Voith                                                                               |
| Задній міст, модель                                           | Voith/ZF                                                                            |
| Додаткова вісь, модель                                        | Voith                                                                               |
| Гальмівні системи                                             | вище у описанні детально, +ABS                                                      |
| Передня підвіска                                              | незалежна пневматична                                                               |
| Задня підвіска                                                | залежна пневматична                                                                 |
| Салон                                                         |                                                                                     |
| Кількість дверей і тип                                        | 4 двостоворчасті поворотно-зсувного типу                                            |
| Аварійне відкриття дверей                                     | кнопки біля дверей ззовні і над приводом усередині                                  |
| Висота підлоги салону над дорогою, см                         | 35                                                                                  |
| Ширина дверей, см                                             | 140                                                                                 |
| Пандус для в'їзду інвалідних візків                           | відкидна рампа, відсувається і зсувається механічно                                 |
| Розташування пандуса                                          | 2 (середні) двері                                                                   |
| Поручні                                                       | зі сталевої труби, з антикорозійною обробкою                                        |
| Сидіння                                                       | напівм'які, роздільні, полуторні (спереду), деякі з підлокітниками                  |
| Кількість сидінь                                              | 38 (без урахування водія)                                                           |
| Підсвітка у салоні                                            | плафонові світильники на даху                                                       |
| Вентиляція у салоні                                           | люки, кватирки                                                                      |
| Бокові вікна                                                  | затоновані чорним відтінком, безосколкові                                           |
| Опалення                                                      | електрокалориферне, повітряне                                                       |
| Пасажиромісткість салону, чол                                 | 150                                                                                 |
| Місце водія                                                   |                                                                                     |
| Кабіна водія                                                  | відокремлена перегородкою від салону                                                |
| Підсвітка у кабіні                                            | кожен з показникових приладів і один плафоновий світильник                          |
| Вентиляція у кабіні                                           | через вентилятор (додатково) і зсувну кватирку                                      |
| Крісло водія                                                  | м'яке, на спеціальних рейках; висувається, спинка регульована                       |
| Панель приладів                                               | у формі напівкола з пластика                                                        |
| Рульове керування                                             | ZF,Servocom                                                                         |
| Педалі                                                        | 2 керівні педалі                                                                    |
| Двигун і динамічні характеристики                             |                                                                                     |
| Марка двигуна                                                 | ЕК 211                                                                              |
| Кількість двигунів                                            | 1                                                                                   |
| Потужність електродвигуна, кіловат                            | 170                                                                                 |
| Номінальний крутний момент, Н×м                               | 960                                                                                 |
| Номінальна частота обертання, об/хв                           | 1650                                                                                |
| Максимальна частота обертання, об/хв                          | 3900                                                                                |
| Максимальна швидкість руху, км/год                            | ≥55 (обмежувач)                                                                     |
| Розгін 0—40 км/год за, сек                                    | 13—15                                                                               |
| Електроустаткування                                           |                                                                                     |
| Система керування                                             | IGBT-транзисторна                                                                   |
| Виробник СК                                                   | Cegelec, Чехія                                                                      |
| Штанги і система штанговловлювання                            | механічна                                                                           |
| Напруга на струмоприймачах, Вольт                             | 600                                                                                 |
| Бортова напруга, Вольт                                        | 24—26                                                                               |
| Інші агрегати                                                 |                                                                                     |
| Компресорний агрегат, виробник, країна                        | Білорусь                                                                            |
| Статичний перетворювач, 7 кВт, 550/28/380 В, виробник, країна | Чехія                                                                               |
| Гідростанція, виробник                                        | Bosch-Rexroth (Чехія)                                                               |

## Інші тролейбуси «Богдан»

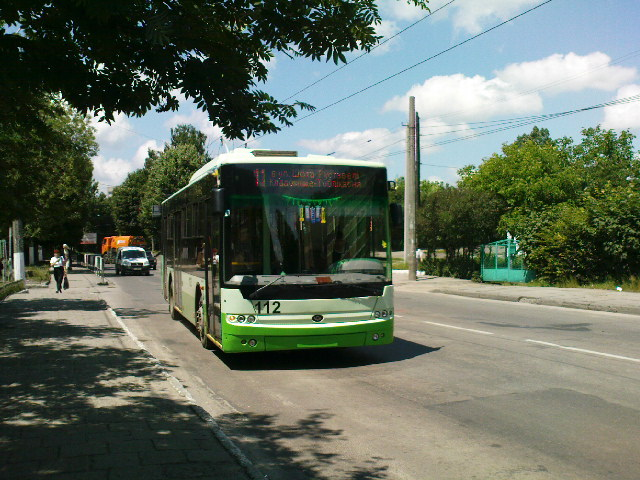
Богдан Т60111 у Львові

- Богдан Е231 — 14.6-метровий тролейбус на базі Богдан А231; випущено 8 екземпляри , вони експлуатуються по 4 екземпляри у Києві і Луцьку.
- Богдан Т501 — 10-метровий тролейбус, що випускається з 2008 року, випущено 2 екземплярів, які нині працюють у Луцьку.
- Богдан Т60111 — 11-метровий тролейбус на базі Богдан А60110, випускається з 2008 року, випущено 40

екземплярів.
- Богдан Т60112 — 11-метровий тролейбус на базі Богдан А60110, випускається з 2009 року, випущено 1 екземпляр , який нині працює у Луганську.
- Богдан Т70115 — 12-метровий тролейбус, випускається з 2010 року, випущено 31 екземпляр.
- Богдан Т70110 — 12-метровий тролейбус, випускається з 2010 року.
- Богдан Т70115AC — 12-метровий тролейбус, випускається з 2010 року, випущено 1 екземпляр.
- Богдан Т80110 — 15-метровий тролейбус, випущено 2 екземпляри.
- Богдан Т901 — 18-метровий зчленований тролейбус, випускається з 2010.